# Gare de Bethioua
La gare de Bethioua, ou gare de Saint-Leu, est une ancienne gare ferroviaire algérienne située dans la commune de Bethioua, dans la wilaya d'Oran.

## Situation ferroviaire
Établie à une altitude de 3,400 m, la gare est située au point kilométrique (PK) 45,200 de la ligne d'Oran à Kenadsa, où elle est précédée de l'ancienne gare de Aïn El Bia et suivie de l'ancienne gare de Mers El Hadjadj.

## Histoire
Lors de la colonisation, la gare portait le nom de gare de Saint-Leu.
La gare est mise en service le 28 septembre 1879 lors de l'ouverture de l'ancienne ligne à voie étroite de 1 055 mm d'Arzew à Saïda où elle était précédée de l'ancienne gare de Damesme (gare de Aïn El Bia) et suivie de l'ancienne gare de Ports-aux-Poules (gare de Mers El Hadjadj),,.